# Panzerbrigade 45
La Panzerbrigade 45 "Litauen" (in italiano 45ª Brigata corazzata "Lituania") è una brigata dell'Heer, parte della 10. Panzerdivision, attivata il 1º aprile 2025 in Lituania.
Sarà la prima unità tedesca delle dimensioni di una brigata ad essere di stanza all'estero in modo permanente dalla seconda guerra mondiale.
La brigata è ospitata presso il poligono di addestramento nei pressi del villaggio di Rūdninkai dove è iniziata la costruzione di una citta militare.